# 1920 a filmművészetben

## Események
- Lugosi Béla Hollywoodba kerül. Neve még ma is fogalom. Ő játszotta legmeggyőzőbben a vérszívó erdélyi vámpírt, Drakulát.
- Január 14.: Párizsban megjelenik a Le Journal du Cine-Club filmújság.
- A Metro Pictures felett átveszi az irányítást a Loew's Incorporated filmszínház üzemeltető cég.
- Alfred Hitchcock megkezdi filmes pályafutását.

## Sikerfilmek
- Út a boldogság felé – rendező D. W. Griffith
- Over the Hill to the Poorhouse – rendező Harry F. Millarde

## Filmbemutatók
- Convict 13 – Buster Keaton rövidfilm
- A gólem (Der Golem, wie er in die Welt kam) – főszereplő és rendező Paul Wegener
- Dr. Jekyll and Mr. Hyde – főszereplő John Barrymore
- Haunted Spooks – főszereplő Harold Lloyd
- High and Dizzy – főszereplő Harold Lloyd
- The Last of the Mohicans – főszereplő Wallace Beery
- The Mark of Zorro – főszereplő Douglas Fairbanks
- Neighbors -Buster Keaton rövidfilm
- One Week – Buster Keaton rövidfilm
- Over the Hill to the Poorhouse – rendező Harry F. Millarde
- The Penalty – főszereplő Lon Chaney
- Pollyanna – főszereplő Mary Pickford
- The Saphead – főszereplő Buster Keaton
- The Scarecrow – Buster Keaton rövidfilm
- Út a boldogság felé – főszereplő Lillian Gish
- Within Our Gates – rendező Oscar Micheaux
- Ítéljen a tenger (L'Homme du large) – rendező Marcel L’Herbier
- Az élet komédiája (Le Carnaval des vérités) – rendező Marcel L’Herbier
- Grand Babylon Hotel – rendező Ewald André Dupont

## Magyar filmek
- ismeretlen rendező: Életmentő Fickó kutya
- ismeretlen rendező: Magándetektív
- Morgenroth Károly – Jancsi bohóc
- Deésy Alfréd – Mackó Úr kalandjai, Újjászületés, A szürke ruhás hölgy, A halál után, Egy az eggyel, Diána
- Balogh Béla – Hegyek alján, A tizenegyedik I-II., A Szentmihály, Vita Nuova, Az ötödik osztály, Lengyelvér I-II., A Loovódi árva, Jön a rozson át, Játék a sorssal, Gyermekszív
- Korda Sándor – A 111-es
- ifj. Uher Ödön – Egy kalandor naplója, Júdás fiai, O'Hara
- Lázár Lajos – Az ördög hegedűse
- Landesz Béla – Árnyék a sátoron
- Garas Márton – A sárga árnyék, Sappho, Névtelen vár, Little Fox
- Fejős Pál – Újraélők, Pán, Lidércnyomás, Jóslat, Fekete kapitány
- Márkus László – A szerelem mindent legyőz, Masamód, Az aranyszemű hölgy, Az Óhaza
- Korda Zoltán – A csodagyerek
- Janovics Jenő – A két árva
- Lajthay Károly – A levágott kéz, Péter Sebasthian
- Pásztory Móric Miklós – Végszó

## Rövidfilm-sorozatok
- Harold Lloyd (1913–1921)
- Charlie Chaplin (1914–1923)
- Buster Keaton (1917–1941)

## Születések
- január 20. – Federico Fellini rendező († 1993)
- január 20. – DeForest Kelley színész († 1999)
- január 20. – Galgóczy Imre magyar színész, szinkronszínész († 2005)
- január 27. – John Box látványtervező († 2005)
- január 29. – Bicskey Károly Jászai Mari-díjas magyar színész, rendező († 2009)
- február 8. – Bengt Ekerot svéd színész († 1971)
- február 11. – Billy Halop színész († 1976)
- február 14. – Albert Barillé francia filmrendező, forgatókönyvíró, karikatúra készítő és a Procidis francia filmstúdió alapítója († 2009)
- február 26. – Tony Randall színész († 2004)
- március 5. – Luis Induni olasz-spanyol színész († 1979)
- március 8. – Eva Dahlbeck svéd színésznő († 2008)
- március 15. – Jacques Doniol-Valcroze francia filmrendező, forgatókönyvíró, színész és kritikus († 1989)
- március 16. – Leo McKern színész († 2002)
- március 26. – Borsodi Ervin Balázs Béla-díjas (1970) dokumentumfilm-rendező († 1994)
- április 1. – Mifune Tosiró színész († 1997)
- április 2. – Jack Webb színész († 1982)
- április 21. – Anselmo Duarte brazil filmrendező, színész, forgatókönyvíró († 2009)
- április 24. – Zenthe Ferenc színész († 2006)
- április 25. – Jean Carmet, francia színész († 1994)
- április 25. – Kéry Gyula színész († 2002)
- május 8. – Saul Bass amerikai grafikus, tervező, filmrendező († 1996)
- május 11. – Eva Henning svéd színésznő († 2016)
- május 11. – Denver Pyle színész († 1997)
- május 15. – Kenderesi Tibor színész († 2011)
- május 16. – Martine Carol színésznő († 1967)
- május 26. – Peggy Lee énekes, dalszövegíró, színésznő († 2002)
- június 12. – Peter Jones brit színész, forgatókönyvíró és műsorvezető († 2000)
- június 29. – Ray Harryhausen amerikai producer, visual effekt művész († 2013)
- július 11. – Yul Brynner orosz születésű Oscar-díjas amerikai színész († 1985)
- július 23. – Szemes Mihály rendező († 1977)
- augusztus 6. – Ella Raines színésznő († 1988)
- augusztus 17. – Maureen O’Hara ír-amerikai színésznő († 2015)
- augusztus 18. – Shelley Winters színésznő († 2006)
- augusztus 22. – Ray Bradbury forgatókönyvíró († 2012)
- szeptember 1. –  Richard Farnsworth amerikai színész († 2000)
- szeptember 18. – Jack Warden színész († 2006)
- szeptember 23. – Mickey Rooney színész († 2014)
- szeptember 25. – Szergej Fjodorovics Bondarcsuk ukrán származású orosz és szovjet filmszínész, filmrendező, forgatókönyvíró († 1994)
- szeptember 27. – William Conrad színész († 1994)
- szeptember 27. – Jayne Meadows színésznő († 2015)
- október 1. – Walter Matthau színész († 2000)
- október 3. – Báró Anna színésznő († 1994)
- október 13. – Laraine Day amerikai színésznő († 2007)
- október 17. – Montgomery Clift színész († 1966)
- október 18. – Melína Merkúri színésznő († 1994)
- október 21. – Hy Averback színész († 1997)
- október 22. – Mitzi Green színésznő († 1969)
- október 24. – Feleki Sári színésznő († 1995)
- október 27. – Nanette Fabray színésznő
- november 2. – Ann Rutherford színésznő
- november 10. – Jennifer Holt színésznő († 1997)
- november 19. – Gene Tierney színésznő († 1991)
- november 25. – Ricardo Montalbán, színész († 2009)
- november 30. – Virginia Mayo színész († 2005)
- december 18. – Gianni di Venanzo olasz filmoperatőr († 1966)
- december 29. – Fejér Tamás Balázs Béla-díjas (1974) magyar filmrendező († 2006)
- december 29. – Viveca Lindfors színésznő († 1995)
- december 30. – Jack Lord színész († 1998)
- december 31. – Rex Allen színész, énekes († 1999)

## Halálozások
- szeptember 5. – Robert Harron színész
- szeptember 10. – Olive Thomas színésznő